# Port lotniczy Liège
Port lotniczy Liège (fr. Aéroport de Liège, Aéroport de Liège-Bierset) – port lotniczy położony 9 km na północny zachód od Liège. Jest drugim co do wielkości portem lotniczym cargo w Belgii i 7 w Europie.

## Kierunki lotów i linie lotnicze
| Linia lotnicza  | Kierunek |
| --------------- | --- |
| TUI fly Belgium | 1. Alicante 2. Gran Canaria 3. Malaga 4. Teneryfa-Południe Sezonowo: 1. Heraklion 2. Kayseri 3. Palma de Mallorca 4. Rodos 5. Tanger |

### Cargo
| Linia lotnicza           | Kierunek |
| ------------------------ | --- |
| Air Canada Cargo         | 1. / Bazylea 2. Toronto-Pearson |
| Air China Cargo          | 1. Hangzhou 2. Szanghaj-Pudong |
| ASL Airlines Belgium     | 1. Chicago-O’Hare 2. Halifax 3. Hangzhou 4. Jinan 5. Nowy Jork-JFK 6. Szanghaj-Pudong 7. Tokio-Narita                                                                                 |
| Astral Aviation          | 1. Nairobi |
| Atlas Air                | 1. Tel Awiw |
| CAL Cargo Air Lines      | 1. Atlanta 2. Larnaka 3. Meksyk 4. Nowy Jork-JFK 5. Oslo-Gardermoen 6. Tel Awiw-Ben Gurion 7. Toronto-Pearson                                                                         |
| CMA CGM Air Cargo        | 1. Atlanta 2. Chicago-O’Hare 3. Hongkong |
| Ethiopian Airlines Cargo | 1. Abidżan 2. Akra 3. Addis Abeba 4. Chongqing 5. Dżuba 6. Guangzhou 7. Hongkong 8. Johannesburg 9. Kopenhaga 10. Lagos 11. Miami 12. Nowy Jork-JFK 13. Saragossa 14. Szanghaj-Pudong |
| FedEx Express            | 1. Stuttgart |
| Icelandair Cargo         | 1. Reykjavik-Keflavík |
| MSC Air Cargo            | 1. Indianapolis 2. Seul-Inczon |
| Qatar Airways Cargo      | 1. Atlanta 2. Chicago-O’Hare 3. Doha 4. Houston 5. Los Angeles 6. Meksyk |
| West Atlantic            | 1. Barcelona 2. Stambuł-Sabiha Gökçen 3. Walencja |